# Јапански разарач Фубуки
Фубуки (јап: 吹雪, "Mećava") је први изграђени разарач класе Фубуку у царској јапанској морнарици. Он је био ветеран многих већих поморских битака у првој години Пацифичког рата, а потопљен је у теснацу са гвозденим дном током битке код рта Есперанс, у Другом светском рату.

## Служба

### Рани период
У периоду од 20. до 26. новембра, Фубуки плови са 3. ескадром из базе Куре ка луци Самах на острву Хаинан. Од 4. децембра 1941. године до 30. јануара 1942. године, Фубуки и 3 ескадрон ескортује заједно са кртарицама Могами, Микума, Сузујо и Кумано, инвазионе снаге из база Самах и залива Камран ка Малаји, Борнеу, и Анамбаским острвима; Фубуки такође штити и трупне конвоје током овог периода.
Дана, 10. јануара 1942. године, Фубуки помаже разарачима Асаказе и Хатаказе у спашавању преживелих са торпедованог транспортног брода Акита Мару. Он учествује 27. јануара у бици код Ендоуа, и помаже у потапању британског разарача Тенет. У периоду 13. – 18. фебруар, Фубуки је придружен снагама за инвазију код Панкал-пинанга на острву Банка, и одиграо је значајну улогу у нападима на савезничке бродово који си бежали из Сингапура: Фубуки помаже у потапању или заробљавању најмање седам брода.
Дана, 27. фебруара, разарач Фубуки је прикључен снагама које је требало да изврше инвазију на западном делу острва Јава, и он 1. марта учествује у бици у пролазу Сунда, где помаже у потапању аустралијске лаке крстарице Перт и америчке тешке крстарице Хјустон. Посада разарача Фубуки је била отужена за лансирање торпеда која су случајно потопила четири транспортна брода и један миноловац, мада су недавна испитивања указала да је вероватни кривац, посада крстарице Могами
Фубуки средином марта помаже у ескортовању инвазионих снага ка северној Суматри. Дана, 23. марта 1942. године, разарач покрива снаге за инвазију Андаманских острва, а затим патролира и ескортује конвоје у близини Порт Блера, током Индијско океанског препада. По завршеном Индијско океанском препаду, разарач Фубуки одлази у Сингапур, који напушта 13. априла и одлази преко залива Камран ка бази Куре, где је урађен краћи неопходни ремонт.
Токок битке за Мидвеј, разарач Фубуки је укључен у главне снаге, пратећи групу ратних бродова којом је директно командовао адмирал Јамамото. Фубуки пружа против–авионску заштиту током америчког ваздушног напада.
Од 30. јуна до 2. јула, 3. ескадра прати трупни конвој ка острвима Амами шима, вршећи против подморничке патроле. Ескадра напушта острва Амами шима 17. јула 1942. године, и преко база Мако, Сингапур и Сабанга на острву Бреу стиже у базу Мергуи у Бурми, ради новог реида по Индијском океану. Међутим, операција је привремено одложена због савезничког исктцавања на Гвадалканал (види:Гвадалканалска кампања).

### Гвадалканал
Фубуки напушта 8. августа Мергуи и одлази преко Макасара у базу Давао, из које, од 19. до 23. августа прати трупни конвој ка бази Трук, а затим одлази у област Соломонових острва. Дана, 25. августа 1942. године, Фубуки напушта Трук и одлази у базу Рабаул, одакле 27. августа прати транспортни брод Садо Мару ка острву Шортленд, настављајући са још једним транспортним бродом ка Гвадалканалу.
Трећи ескадрон, 2. септембра изводи напад на Гвадалканалски аеродром „Хендерсеново поље“, пуцајући из својих топова, а у исто време покрива искрцавање транспортног брода Цугару. Већ 5. септембра, Фубуки је на новој транспортној мисији, а 8. септембра изводи нови напад на Гвадалканал. Током 12. и 13. септембра, Фубуки бомбардује положаје маринаца на Гвадалканалу, помажући на тај начин Кавагучијеву офанзиву (види: Битка за Едсонов гребен). У периоду од 13. септембра до 7. октобра, разарач Фубуки изводи пет транспортних акција.
Дана, 11. октобра 1942. године, у бици код рта Есперанс, разарач Фубуки је потопљен топовском ватром од америчке групе крстарица и разарача. Потапање брода је преживело 109 чланова посаде, и њих касније спашава амерички разарач МекКоли и разарачи-миноловца Хови (ДМС-11) и Травер (ДМС-16). Командант брода, поручник бојног брода Шизуо Јамашита, гине у овој акцији.

## Команданти брода
| Чин, Име и презиме                    | Од                 | До                  | Белешке                                            |
| ------------------------------------- | ------------------ | ------------------- | -------------------------------------------------- |
| Капетан корвете Токуђиро Јокојама     | 10. јул 1928.      | 10. децембар 1928.  |                                                    |
| Капетан корвете Јузо Ишидо            | 10. децембар 1928. | 30. новембар 1929.  |                                                    |
| Поручник бојног брода Цутацу Хигучи   | 30. новембар 1929. | 31. октобар 1931.   |                                                    |
| Капетан корвете Кеизо Сато            | 31. октобар 1931.  | 1. јул 1932.        |                                                    |
| Капетан корвете Хачиро Наоцука        | 1. јул 1932.       | 15. новембар 1933.  |                                                    |
| Поручник бојног брода Јасуђи Хираи    | 15. новембар 1933. | 15. октобар 1935.   | Унапређен у чин капетан корвете 15. новембра 1943. |
| Капетан корвете Торађиро Сато         | 15. октобар 1935.  | 9. новембар 1935.   |                                                    |
| Капетан корвете Хироносуке Уеда       | 9. новембар 1935.  | 15. новембар 1936.  |                                                    |
| Поручник бојног брода Кијото Кагава   | 15. новембар 1936. | 15. новембар 1937.  | Унапређен у чин капетан корвете 1. децембра 1936.  |
| Поручник бојног брода Томозо Фуџита   | 15. новембар 1937. | 4. фебруар 1938.    |                                                    |
| Поручник бојног брода Тацутаро Јамада | 4. фебруар 1938.   | 15. новембар 1938.  |                                                    |
| Поручник бојног брода Цунео Орита     | 15. новембар 1938. | 15. децембар 1938.  |                                                    |
| Капетан корвете Киичирп Вакида        | 15. децембар 1938. | 10. октобар 1939.   |                                                    |
| Поручник бојног брода Шизуо Окајама   | 10. октобар 1939.  | 15. октобар 1940.   |                                                    |
| Поручник бојног брода Шизуо Јамашита  | 15. октобар 1940.  | † 11. октобар 1942. |                                                    |